# 清涼院流水
清涼院 流水（せいりょういん りゅうすい、本名：金井 英貴〈かない ひでたか〉、1974年8月9日 - ）は、日本の推理作家・英訳者・ビジネス書著者・漫画原作者。兵庫県西宮市出身。
作家の英語圏進出プロジェクト「The BBB (Breakthrough Bandwagon Books)」編集長を務める。TOEIC満点 (990) ホルダー。自称「大説家（たいせつか）」。日本文藝家協会会員。クリスチャン（カトリック信徒）。

## 経歴
甲陽学院高等学校卒業。高校在学時、田中芳樹の『銀河英雄伝説』に影響を受け、『夢幻天空絵巻』というファンタジー小説を執筆した。登場人物が数百名に上るこの架空歴史小説が、『JDCシリーズ』の構想の基となった。1992年2月29日に作家になると決意し、「清涼院流水」というペンネームを名乗り始める（先に流れる川を見ていて「流水」を思いつき、それに組み合わせるものとして「清涼院」を付けたものであり、最初から「清涼飲料水」のもじりを狙ったわけではない）。
1993年、京都大学経済学部に入学した。この頃から主にミステリを執筆するようになる。綾辻行人や麻耶雄嵩らを輩出した京都大学推理小説研究会に所属し、そこでまずJDCシリーズ最初の短編となる『黒猫間の犯罪』を発表。この作品が研究会の間で好評だったため、以降毎月のようにJDCの短編を発表していたという。なお、この当時はまだ「JDC」というタームは存在していなかった。そして同年の秋、『ジョーカー』のプロトタイプとなる原稿用紙700枚の作品『華麗なる没落のために』を完成させる。この作品は「ミステリの総決算」を目指して作られたが、『ジョーカー』からも推察されるような破天荒な作品ゆえに「研究会最大の問題作」と評され、そのことを巡る論争の結果、流水は研究会を脱退するに至った。
1995年、阪神・淡路大震災によって実家が全壊。故郷の惨状を目の当たりにしたこの経験が、当時執筆途中だった『1200年密室伝説』やデビュー後の『カーニバル』の設定、そして自身の人生観に大きく影響を及ぼしたという。
そして1996年、完成させた『1200年密室伝説』をメフィスト賞に応募。これが第2回メフィスト賞受賞となり、『1200年密室伝説』は『コズミック 世紀末探偵神話』と改題した上で刊行され、流水は小説家としてプロデビュー。「10年に1度の話題作」などと騒がれる。当時の推理小説界では一種の際物扱いを受けたが、数年後、大塚英志、東浩紀、斎藤環など外部の評論家から相次いでリファレンスされるようになり、評価が高まる。
2001年1月1日、作家デビュー以後ずっと休学していた大学を中退。これにより、「21世紀最初の京都大学中退者」になったと自称する。
2006年9月、記念ごとの好きな流水らしく、デビュー10周年を迎えた節目に、今まで作品を刊行してきた各出版社（講談社・幻冬舎・角川書店・徳間書店）から各社1作ずつ、10周年記念作品を発表すると予告した。
2007年1月から、10周年作品の第1弾として、講談社から『パーフェクト・ワールド What a perfect world!』を刊行。講談社BOXの企画「大河ノベル」の第1弾で、12ヶ月連続で毎月1冊ずつ刊行された。流水の他には西尾維新、島田荘司、定金伸治らがこの企画に参加した。また流水は同年、12ヶ月連続刊行と並行して、全国の主要都市を巡る12ヶ月連続サイン会「どーもツアー」も達成した。
2007年4月、10周年作品の第2弾として、角川書店から『LOVE LOGIC』を刊行。しかし、幻冬舎から予定していた10周年作品は、担当編集者の失踪によって無期延期となった。また、徳間書店から予定していた10周年作品『神とオセロ』は、デザイン上のトラブルなどの理由で、原稿は完成しているにもかかわらず、いまだ刊行されていない。
2009年3月15日、TOEIC学習サークル「社会人英語部」を創設。
2009年5月1日、カナダ人漫画家カイ・チェンバレンとの合同公式サイト「bbbcircle」をオープン。これは流水初の公式サイトとなる。
2009年5月27日、「生まれ変わった清涼院流水の“新たなるデビュー作”」と謳われた『コズミック・ゼロ』の刊行に合わせて、文藝春秋のサイトに特設コーナーがオープン。
また、2006年にデビュー10周年を迎えて以降は、連載作品での新たな挑戦に積極的に取り組んでいる。2006年～2008年にはサブカル誌で初めて私生活を綴った『本人日記』を連載、2007年～2008年には進研ゼミで小学生向きの読者参加型の成功小説『人気者クイズ』『ホメられ隊』を連載、2008年～2009年には映画原作のケータイ小説として『忘レ愛』を連載、そして、2010年～2011年にはビジネス雑誌『セオリー』にて、 "人生を変える「英活」 TOEIC満点への勉強法" を連載。（2015年１月に『「7つの壁」を突破するブレイクスルー英語勉強法』として単行本化）
2010年10月、ビジネス書系ポッドキャスト『人生を変える一冊』の第100回のゲストとして登場した流水は、マイケル・ジャクソンをテーマとする新作『キング・イン・ザ・ミラー』と自身の人生について１時間に亘り語った。その中で、2009年に流水が発表した小説3作品『忘レ愛』『コズミック・ゼロ』『Ｂ／Ｗ』の映像化企画が同時進行していたものの、いずれも社内の事情で企画が頓挫してしまったことが明かされた。
2011年9月、デビュー15周年記念作品『清涼院流水の小説作法』をPHP研究所より刊行。2009年から「大村純忠」と「ルイス・フロイス」の歴史大説を執筆中であることが初めて明かされた。
2012年12月1日、「作家の英語圏進出プロジェクト」公式サイト「The BBB」をオープン。編集長は清涼院流水。森博嗣・高田崇史・蘇部健一など、複数のメフィスト賞受賞作家などが参加している。
2013年8月25日、流水が主催する「英語部勉強会」を、初めて一般公開。以後は毎回、全国から100人以上のTOEIC学習者が参加する人気イベントとなる。
2014年5月7日、「The BBB」にて、第189回TOEIC公開テストで990点を獲得したことが明かされた。以後、『日経トレンディ』『プレジデント』『クーリエ・ジャポン』などの雑誌に英語指導者として登場する事が増えている。
2016年3月12日、「The BBB」にて7作品を収めた森博嗣初の英語版短編集『Seven Stories』が刊行され、巻末に英訳者・清涼院流水による解説が収録されている。
2017年2月25日、第20回英語部勉強会の節目に、流水が代表を務めてきた「社会人英語部」を解散した。
2018年1月25日、2011年から予告していた構想・製作9年の歴史大説2作、『純忠 日本で最初にキリシタン大名になった男』と『ルイス・フロイス戦国記 ジャパゥン』を同時刊行した。
2021年11月、デビュー25周年記念作品『どろどろの聖書』を朝日新書より刊行。2020年7月20日に受洗し、クリスチャン（カトリック信徒）になったことが明かされた。
2022年2月22日の午後2時22分、流水が2004年に告知していた「『キャラねっと』の集い」が明治神宮で行われたが、想定をはるかに超える200人以上の読者が全国各地から参加したため、神社側の要請でイベントは集合と同時に解散となった。イベント参加者へのサポートは、「The BBB」特設ページ（秘密のゲーム延長戦）で発表された。

## 作風
「大説家」という自称の通り、自身の作品を「（小説ではなく）流水大説（りゅうすいたいせつ）」と呼ぶ。
初期の作品に顕著に見られる特徴は、奇妙でナンセンスな発想の元に練られた設定と、あらゆる方向に特化された過剰な「言語トリック」（要は言葉遊びである）、ミステリ的予定調和からも外れた結末の意外性への固執である。また、本来あまり重要視されない部分にこだわり、何らかの意味を持たせる傾向がある（カバーデザイン、価格、発売日、原稿枚数、ぱっと見たときの文章の並びなど。カバーデザイン・価格はノベルス版『秘密屋』シリーズの特異な一例が知られるほか、『ぶらんでぃっしゅ？』は原稿用紙換算で777枚であったりする）。森博嗣は、流水の作品はあらゆる面で意図され、計算されていると評している。
また、デビュー10周年以降は、小説と同じかそれ以上の情熱をビジネス書と英語本にも向けるようにもなり、作品においても、その傾向が強まっている。ビジネス雑誌で英語学習法を連載するのは小説家として極めて異例であるし、マイケル・ジャクソンをテーマとした『キング・イン・ザ・ミラー』は「小説であり、ビジネス書であり、音楽本でもある」本として執筆され、流水自身による英語版の製作もbbbcircleで発表されている。このように、流水の「大説」は原義の「国家や政治に対する志を書いた書」ではなく「従来のジャンルにおさまりきらないもの」という意味合いが大きい。

### 影響
以上のように、その作風からデビュー当時はミステリ界に論争を巻き起こした。大森望によれば、『コズミック』刊行直後の鮎川哲也賞受賞パーティーでは、我孫子武丸、綾辻行人、有栖川有栖、笠井潔、北村薫、京極夏彦、倉知淳、篠田真由美、二階堂黎人、貫井徳郎、法月綸太郎、麻耶雄嵩、山口雅也などのミステリ作家が朝まで『コズミック』談義に明け暮れたという。担当編集者曰く「デビュー当時最も叩かれた新人」。
大塚英志や舞城王太郎、西尾維新といった作家が後述のJDCシリーズに共鳴し、同じ世界観を共有した作品を発表しているなど、同世代およびそれ以降の世代の作家たちに与えた影響は大きい。
小説仕立てのビジネス書として発表された『成功学キャラ教授』は、成功本ガイドブックで歴代総合２位の高得点がつき、以後、流水はビジネス書業界に「発見」され、複数のビジネス書著者と親交を持つようになる。
流水が2009年に創設したTOEIC学習サークル「社会人英語部」の勉強会は、2013年8月の一般公開以降、全国から多くのTOEIC学習者を集める人気イベントとなった。その活動は、流水がTOEICテストで満点を獲得した後に『社会人英語部の衝撃』として書籍化もされた。流水は多くのTOEIC講師と交流し、ビジネス雑誌などに英語指導者として頻繁に登場するようになったが、2017年2月、第20回勉強会の節目に「社会人英語部」は解散した。

## 主な作品
代表作は『コズミック』、『ジョーカー』、『カーニバル』、『彩紋家事件』の4作品を中心とする、総勢350人以上の日本探偵倶楽部 (JDC) の探偵達が活躍するJDCシリーズ。
登場人物の名前を「九十九十九」「龍宮城之介」「ピラミッド・水野」などと命名したり、作品の冒頭で1200人の殺害予告がなされたり、作中の探偵が「必要なデータが揃うと真相を悟る」、「寝ないで推理すると限界を超えた先に真相が閃く」などの推理法を駆使したりするなど、従来のミステリの定石・常識から外れた（故意に『外した』）作風である。

## 作品リスト

### JDCシリーズ
- コズミック 世紀末探偵神話（1996年9月 講談社ノベルス ISBN 978-4-06-181928-3 / 2024年8月 星海社FICTIONS【新装版】 ISBN 978-4-06-536718-6）
  - コズミック 流（2000年4月 講談社文庫 ISBN 978-4-06-264649-9）
  - コズミック 水（2000年5月 講談社文庫 ISBN 978-4-06-264868-4）
- ジョーカー 旧約探偵神話（1997年1月 講談社ノベルス ISBN 978-4-06-181946-7 / 2024年9月 星海社FICTIONS【新装版】 ISBN 978-4-06-537087-2）
  - ジョーカー 清（2000年4月 講談社文庫 ISBN 978-4-06-264846-2）
  - ジョーカー 涼（2000年5月 講談社文庫 ISBN 978-4-06-264869-1）
- カ－ニバル・イヴ 人類最大の事件（1997年12月 講談社ノベルス ISBN 978-4-06-181997-9）
  - カーニバル 一輪の花（2003年1月 講談社文庫 ISBN 978-4-06-273642-8）
- カ－ニバル 人類最後の事件（1999年4月 講談社ノベルス ISBN 978-4-06-182018-0）
  - カーニバル 二輪の草（2003年2月 講談社文庫 ISBN 978-4-06-273663-3）
  - カーニバル 三輪の層（2003年3月 講談社文庫 ISBN 978-4-06-273687-9）
- カーニバル・デイ 新人類の記念日（1999年9月 講談社ノベルス ISBN 978-4-06-182082-1）
  - カーニバル 四輪の牛（2003年4月 講談社文庫 ISBN 978-4-06-273721-0）
  - カーニバル 五輪の書（2003年5月 講談社文庫 ISBN 978-4-06-273744-9）
- 彩紋家事件 前編 極上マジックサーカス（2004年1月 講談社ノベルス ISBN 978-4-06-182347-1）
- 彩紋家事件 後編 下克上マスターピース（2004年2月 講談社ノベルス ISBN 978-4-06-182348-8）
  - 彩紋家事件 I 奇術が来りて幕を開く（2008年4月 講談社文庫 ISBN 978-4-06-275628-0）
  - 彩紋家事件 II 白と夜（2008年4月 講談社文庫 ISBN 978-4-06-275629-7）
  - 彩紋家事件 III 彩紋家の一族（2008年5月 講談社文庫 ISBN 978-4-06-276047-8）

### 木村彰一シリーズ
- 19（ジューク）ボックス 新みすてり創世記（1997年7月 講談社ノベルス ISBN 4061819674）
  - W（ダブル）ドライヴ 院（2001年8月 講談社文庫 ISBN 4062732408） -『19ボックス 新みすてり創世記』を改訂し書き下ろしを追加
- エル 全日本じゃんけんトーナメント（1998年2月 幻冬舎ノベルス ISBN 4877289267）
  - 全日本じゃんけんトーナメント（1999年11月 幻冬舎文庫 ISBN 4877288007）
- ユウ 日本国民全員参加テレビ新企画（1999年12月 幻冬舎ノベルス ISBN 4877289453）
  - 億千万の人間CMスキャンダル（2003年10月 幻冬舎文庫 ISBN 4344404459）

### トップラン&ランドシリーズ
- トップラン 第1話 ここが最前線（2000年4月 幻冬舎文庫 ISBN 4-87-728863-5）
- トップラン 第2話 恋人は誘拐犯（2000年6月 幻冬舎文庫 ISBN 4-87-728880-5）
- トップラン 第3話 身代金ローン（2000年8月 幻冬舎文庫 ISBN 4-34-440014-3）
- トップラン 第4話 クイズ大逆転（2000年10月 幻冬舎文庫 ISBN 4-34-440029-1）
- トップラン 第5話 最終話に専念（2000年12月 幻冬舎文庫 ISBN 4-34-440046-1）
- トップラン 最終話 大航海をラン（2001年2月 幻冬舎文庫 ISBN 4-34-440071-2）
- トップランド2001 天使エピソード1（2001年10月 幻冬舎文庫 ISBN 4-34-440168-9）
- トップランド1980 紳士エピソード1（2002年4月 幻冬舎文庫 ISBN 4-34-440223-5）
- トップランド2002 戦士エピソード1（2002年10月 幻冬舎文庫 ISBN 4-34-440287-1）
- トップラン&ランド完（2004年4月 幻冬舎文庫 ISBN 4-34-440507-2）

### 秘密屋&秘密室
- 秘密屋 赤（2001年4月 講談社ノベルス ISBN 4-06-182179-2）
- 秘密屋 白（2001年4月 講談社ノベルス ISBN 4-06-182180-6）
  - 秘密屋文庫 知ってる怪（2004年8月 講談社文庫 ISBN 4-06-274831-2） - 『秘密屋 赤』・『白』に書き下ろし『黒』を加えた文庫版。
- 秘密室ボン（2002年12月 講談社ノベルス ISBN 4-06-182290-X） - 講談社ノベルス創刊20周年記念「密室本」。
- 秘密室ボン QUIZ SHOW（2006年5月 講談社文庫 ISBN 4-06-275403-7） - 『秘密室ボン』に、雑誌掲載短編『非密室バム』を加えた文庫版。

### とくまシリーズ
- とくまでやる（2004年8月 徳間デュアル文庫 ISBN 4-19-905148-1）
- とくまつ 夜霧邸事件（2005年3月 徳間デュアル文庫 ISBN 4-19-905150-3）
- とく。（とくまる）（2006年3月 徳間デュアル文庫 ISBN 4-19-905158-9）

### パーフェクト・ワールド What a perfect world! シリーズ
- パーフェクト・ワールド What a perfect world! Book.1 One Ace〜ひとつのエース〜（2007年1月 講談社BOX ISBN 978-4-06-283610-4）
- パーフェクト・ワールド What a perfect world! Book.2 Two to Tango〜タンゴを踊るふたり〜（2007年2月 講談社BOX ISBN 978-4-06-283614-2）
- パーフェクト・ワールド What a perfect world! Book.3 Three Cheers〜万歳三唱〜（2007年3月 講談社BOX ISBN 978-4-06-283618-0）
- パーフェクト・ワールド What a perfect world! Book.4 Four Winds〜四方八方〜（2007年4月 講談社BOX ISBN 978-4-06-283622-7）
- パーフェクト・ワールド What a perfect world! Book.5 Five-star〜五つ星、超一流〜（2007年5月 講談社BOX ISBN 978-4-06-283627-2）
- パーフェクト・ワールド What a perfect world! Book.6 Sixth Sense〜第六感〜（2007年6月 講談社BOX ISBN 978-4-06-283630-2）
- パーフェクト・ワールド What a perfect world! Book.7 Seventh Heaven〜最上の天国〜（2007年7月 講談社BOX ISBN 978-4-06-283632-6）
- パーフェクト・ワールド What a perfect world! Book.8 Figure of Eight〜8の字の形〜（2007年8月 講談社BOX ISBN 978-4-06-283635-7）
- パーフェクト・ワールド What a perfect world! Book.9 On the Cloud Nine〜雲の上の心地〜（2007年9月 講談社BOX ISBN 978-4-06-283638-8）
- パーフェクト・ワールド What a perfect world! Book.10 Ten Commandments〜十戒〜（2007年10月 講談社BOX ISBN 978-4-06-283642-5）
- パーフェクト・ワールド What a perfect world! Book.11 Eleven-plus〜選抜試験〜（2007年11月 講談社BOX ISBN 978-4-06-283647-0）
- パーフェクト・ワールド What a perfect world! Book.12 Perfect Twelve〜完全な12〜（2007年12月 講談社BOX ISBN 978-4-06-283651-7）

### 神探偵イエス・キリストシリーズ
- 神探偵イエス・キリストの冒険 The Adventures of God Detective Jesus Christ（2024年10月 星海社FICTIONS ISBN 978-4-06-537372-9）

### 実用書
- 成功学キャラ教授 4000万円トクする話（2006年11月 講談社BOX ISBN 4-06-283601-7） - 小説仕立ての成功学のレクチャー本。
- キング・イン・ザ・ミラー（2010年10月 PHP研究所 ISBN 978-4-569-79303-0）
- 清涼院流水の小説作法（2011年9月 PHP研究所 ISBN 978-4-569-79960-5）

### 英語学習 / TOEIC本
- 不思議の国のグプタ―飛行機は、今日も遅れる（2013年4月 アルク ISBN 978-4-7574-2279-7） - ヒロ前田との共著
- 社会人英語部の衝撃―TOEIC(R)テスト300点集団から900点集団へと変貌を遂げた大人たちの戦いの記録（2014年8月 中経出版 ISBN 978-4-04-600310-2）
- TOEIC(R)テスト300点から990点へ、「7つの壁」を突破するブレイクスルー英語勉強法（2015年1月 講談社 ISBN 978-4-06-217874-7）
- 努力したぶんだけ魔法のように成果が出る英語勉強法（2015年4月 PHP研究所 ISBN 978-4-569-82514-4）
- 50歳から始める英語 楽しいから結果が出る「正しい勉強法」74のリスト（2019年3月 幻冬舎新書 ISBN 978-4-34-498545-2）
- 感涙ストーリーで一気に覚える英単語3000（2019年8月 明日香出版社 ISBN 978-4-7569-2045-4）
- きみと行く 満天の星の彼方へ（2019年11月 リチェンジ ISBN 978-4-434-26831-1）
- 三日坊主でも英語は伸びる（2020年9月 幻冬舎新書 ISBN 978-4-344-98599-5）
- 名探偵の英単語 ミステリー×日常英会話×基本英単語（2024年8月 くもん出版 ISBN 978-4-7743-3746-3）

### 歴史大説
- 純忠 日本で最初にキリシタン大名になった男（2018年1月 WAVE出版 ISBN 978-4-86621-119-0）
- ルイス・フロイス戦国記 ジャパゥン（2018年1月 幻冬舎 ISBN 978-4-34-403248-4）

### キリスト教 / 聖書
- どろどろの聖書（2021年11月 朝日新書 ISBN 978-4-02-295148-9）
- どろどろのキリスト教（2022年12月 朝日新書 ISBN 978-4-02-295199-1）
- どろどろの聖人伝（2023年11月 朝日新書 ISBN 978-4-02-295240-0）

### その他
- みすてりあるキャラねっと（2002年10月 角川スニーカー文庫 ISBN 4044285012）
  - キャラねっと 愛$探偵の事件簿（2004年3月 角川書店 ISBN 4048735179） - 新書化に伴い『みすてりあるキャラねっと』に追加、修正がなされたもの。
  - キャラねっと完全版 愛$探偵ノベル（2007年4月 角川文庫 ISBN 978-4-04-428502-9）
- ぶらんでぃっしゅ？（2005年11月 幻冬舎 ISBN 4344010701） - 西尾維新、森博嗣、飯野賢治の3名がスペシャルゲストで参戦。それぞれの言葉遊びが掲載されている。
- レッドブック ワルツの雨（2006年12月 幻冬舎 ISBN 4344012666） - 「RE」名義。飯野賢治との共著。
- LOVE LOGIC（ラブ・ロジック） 〜蜜と罰〜（2007年4月 角川書店 ISBN 978-4-04-873763-0）
- コズミック・ゼロ 日本絶滅計画（2009年5月 文藝春秋 ISBN 978-4-16-328230-5 / 2012年5月 文春文庫 ISBN 978-4-16-780182-3）
- B/W（ブラック オア ホワイト）完全犯罪研究会（2009年5月 太田出版 ISBN 978-4-7783-1177-3）
- 忘レ愛（2009年6月 SDP ISBN 978-4-903620-60-2）
- 探偵儀式 THE NOVEL メフィスト症事件（2009年7月 角川コミックス・エース ISBN 978-4-04-715272-4） - 原案：大塚英志、イラスト：箸井地図。JDCシリーズのトリビュート漫画のノベライズ。